# Дом Реброва
Дом Реброва, также известный как дом княжны Мери, — здание в Кисловодске, Ставропольский край, Россия. Расположен рядом с Нарзанной галереей, по адресу ул. Алексея Реброва, д. 3. Является объектом культурного наследия федерального значения, находится в полуразрушенном состоянии.

## История
В 1798 году на этом месте, на возвышенности к востоку от старого русла реки Ольховки, на западном склоне будущей горой Крестовой, располагался палаточный лагерь генерал-лейтенанта И. И. Моркова, прибывшего на нарзанный источник вместе со своим секретарём А. Ф. Ребровым и другими людьми. Ребров называл это посещение первым лечебным сезоном в Кисловодске и в 1848 году в память о нём возвёл крест на вершине горы, в честь чего она стала называться Крестовой.
В 1800 году здесь останавливались генерал С. А. Тучков и граф А. А. Мусин-Пушкин. В 1810 году здесь был построен турлучный дом, предназначенный для смотрителя вод и главного врача и ставший первым жилым зданием Кисловодска. К 1819 году необходимость в нём отпала из-за постройки нового деревянного дома.
В 1823 году участок площадью 2 десятины и 487 кв. сажен, от будущей Нарзанной галереи до вершины горы Крестовой, был выделен под строительство усадьбы Реброва, которая была сооружена по проекту архитектора И. К. Бернардацци. В 1858 году Ребров получил право на наследственное владение участком с домом.
В 1829 году в доме Реброва останавливался А. С. Пушкин, а в 1837 году — М. Ю. Лермонтов. К 1912 году в доме сохранились стол и диван, использовавшиеся Лермонтовым и ставшие первыми экспонатами пятигорского Домика Лермонтова. В 1850 году здесь останавливался император Александр II. Также в доме Реброва много лет останавливался на лето князь М. С. Воронцов.
После смерти Реброва в 1862 году дом делили наследники. В советское время в нём были оборудованы коммунальные квартиры, из-за чего он утратил оригинальный вид.
В 1969 году к стене здания была прикреплена памятная доска со списком посещавших его известных лиц. В 1974 году постановлением Совета министров РСФСР № 624 здание было признано памятником культуры государственного значения (ныне — объект культурного наследия России федерального значения как памятник истории).
В 1989 году дом Реброва расселили, а в 1992 году начали реставрировать, но прекратили после снятия кровли, в результате чего дом стоит без неё. В настоящее время дом находится в федеральной собственности и требует восстановления; местные власти не берут его на баланс, поскольку не имеют средств на его восстановление.

## В культуре
Дом Реброва является одним из мест действия романа М. Ю. Лермонтова «Герой нашего времени» как дом княжны Мери.
Он появляется в кадре в снятом по роману фильме «Княжна Мери» (1955).